# Matilde di Shabran

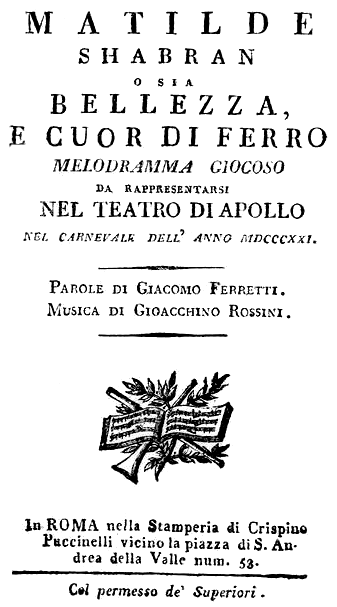
Librettots titelsida, Rom 1821

Matilde di Shabran, ossia Bellezza e cuor di ferro (Matilde av Shabran, eller Skönhet och järnhjärta) är en melodramatisk opera i två akter med musik av Gioacchino Rossini. Librettot skrevs av Jacopo Ferretti efter pjäsen Mathilde av Jacques Marie Boutet de Monvel (1799), samt efter François-Benoît Hoffmans libretto till Étienne-Nicolas Méhuls opera Euphrosine (1790).

## Historia
Efter premiären på Maometto II begav sig Rossini i mitten av december 1820 till Rom för att fullfölja vad som skulle bli hans sista åtagande för staden. Verket skulle också bli hans sista försök i genren opera seria och skrevs för karnevalssäsongen. Ursprungligen skulle en neapolitansk författare bearbeta den franska pjäsen Mathilde de Morwel till ett libretto. Men när Rossini hade komponerat första akten insåg han dels textens undermåliga kvalitet och dels hur långsamt den levererades. Han bad då librettisten Jacopo Ferretti skriva ett annat libretto. På grund av tidsnöd föreslog Ferretti en text han hade författat på lediga stunder med titeln Corradino il terribile. Dessa fem scener byggde på femaktslibrettot Euphrosine, ou Le tyran corrigé av François-Benoît Hoffman, som 1790 hade tonsatts av Étienne-Nicolas Méhul i Paris. På Rossinis begäran skrev Ferretti därför ett helt nytt libretto. Då tiden var knapp till premiären bad Rossini tonsättaren Giovanni Pacini om hjälp. Denne skrev tre musiknummer till operan, vilka Rossini senare ersatte med egen musik.
Matilde di Shabran var Rossinis 32:a opera. Den framfördes för första gången på Apolloteatern i Rom den 24 februari 1821 under ledning av den berömde violinisten Niccolò Paganini. På kvällen drabbade Rossinis beundrare samman med hans fiender i en kamp med applåder och burop. Segern verkade tillhöra Rossini men internationella press talade om fiasko. Hur som helst spreds operan snabbt över Italien. I december samma år spelades operan i en omarbetad version i Neapel med titeln Bellezza e cuor di ferro. De flesta andra uppsättningarna använde titeln Matilde di Shabran eller Corradino.

## Roller
- Corradino, Cuor di ferro (hårt hjärta) (tenor)
- Matilde di Shabran, (sopran)
- Raimondo Lopez, hennes far (bas)
- Edoardo, (kontraalt)
- Aliprandro, en doktor (baryton)
- Isidoro, en poet (bas)
- Grevinnan d'Arco, (mezzosopran)
- Ginardo, tornvakt (bas)
- Egoldo, bondeledare (tenor)
- Rodrigo, kapten för vakten (tenor)
- Udolfo, fångvaktare (stum roll)
- Soldater och bönder (kör)

## Handling

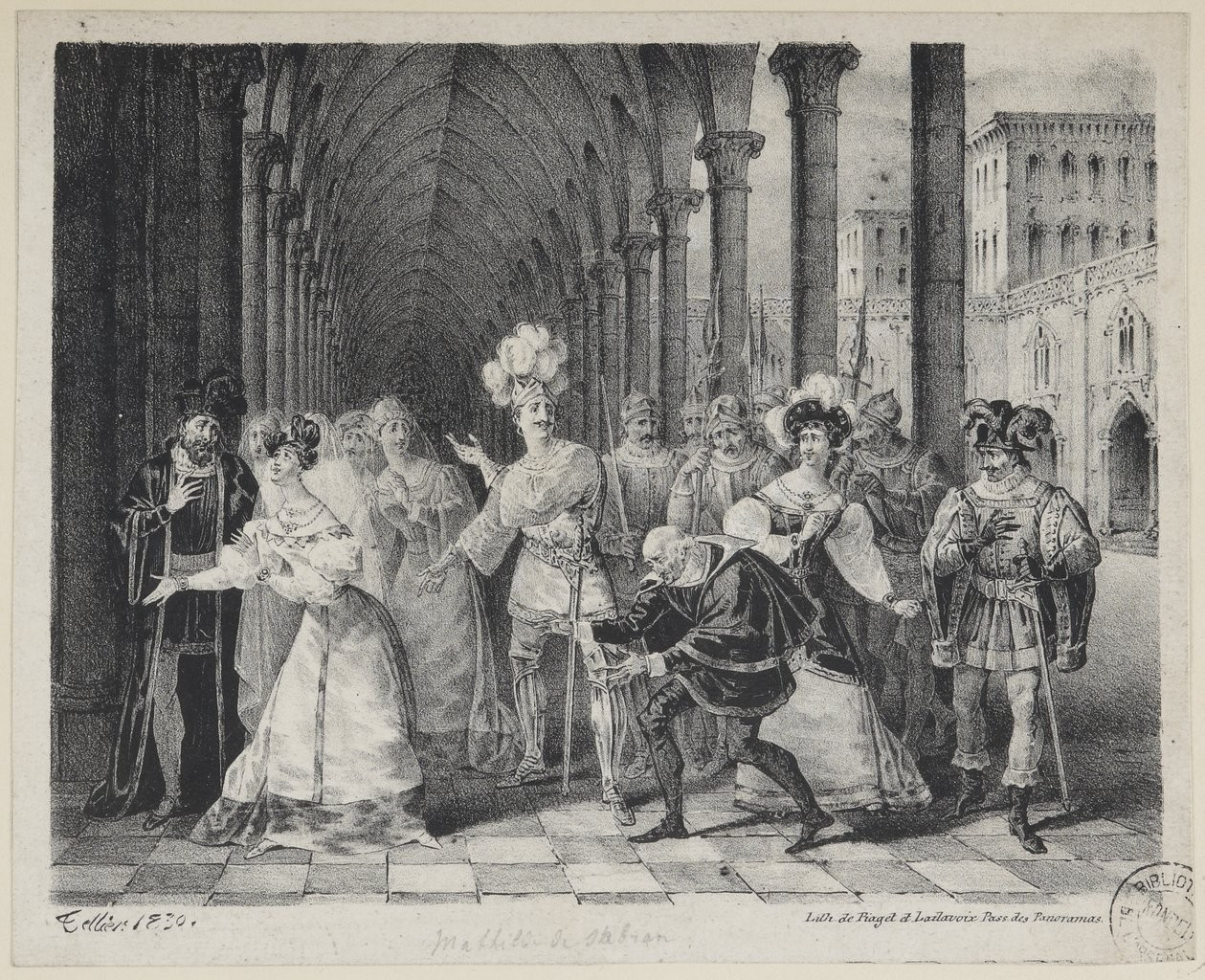
Scenbild till operans uppförande i Paris 1829.

Operan utspelas i ett medeltida Spanien, där Matilde di Shabran berättar om greve Corradino som fattat tycke för henne. Greven var en vän till hennes framlidne far. Efter att ha vunnit grevens gillande blir hon till hans förtret förälskad i en av hans fångar, Edoardo, varpå den brutale greven dömer henne att bli nedkastad från en brant klippa.

## Musiken
Orkestern består av:
- Träblås: två flöjter (två piccolaflöjter), två oboer, två klarinetter, två fagotter
- Bleckblås: fyra valthorn, två trumpeter, tre tromboner, serpent
- Slagverk: pukor, bastrumma, cymbal, klockspel
- Gitarr
- Stråkar
- Basso continuo

I 1821 års Rom-version innehåller operan följande musiknummer:
- Sinfonia (ouvertyr)

Akt I
- Nr. 1. Introduktion (Kör, Egoldo, Ginardo): "Zitti; nessun qui v'e" (Scen 1)
- Nr. 2. Cavatina (Isidoro): "Intanto Erminia fra le ombrose piante" (Scen 2)
- Nr. 3. Kvartett (Corradino, Isidoro, Ginardo, Aliprando): "Alma rea! Perché t'involi?" (Scen 3)
- Nr. 4. Cavatina (Edoardo): "Piange il mio ciglio è vero" (Scen 5)
- Nr. 5. Duett (Matilde, Aliprando): "Di capricci, di smorfiette" (Scen 6)
- Nr. 6. Kvintett (Contessa, Matilde, Aliprando, Ginardo, Corradino): "Questa è la dea? Che aria!" (Scen 8)
- Nr. 7. Kör och cavatin (Aliprando): "Giove un dì fremendo in collera" (Scen 10)
- Nr. 8. Final I: "Ah! Capisco: non parlate" (Scen 13)

Akt II
- Nr. 9. Introduktion (Isidoro, kör, Ginardo): "Settecento ottanta mila" (Scen 1)
- Nr. 10. Cavatina (Raimondo): "Sarai contenta alfine, revolubil fortuna!" (Scen 4)
- Nr. 11. Terzett (Edoardo, Raimondo, Corradino): "Deh! serena il mesto ciglio" (Scen 5)
- Nr. 12. Sextett (Corradino, Matilde, Contessa, Aliprando, Isidoro, Ginardo): "È palese il tradimento" (Scen 9)
- Nr. 13. Duett (Edoardo, Matilde): "No; Matilde: non morrai" (Scen 12)
- Nr. 14. Cavatina (Corradino): "Parmi ascoltar la voce" (Scen 14)
- Nr. 14. Rondo (Matilde, kör): "Ami alfine? E chi non ama?" (Scen 17)

I 1821 års Neapel-version innehåller operan följande musiknummer:
- Sinfonia (ouvertyr)

Akt I
- Nr. 1. Introduktion (Kör, Egoldo, Ginardo): "Zitti; nessun qui v'è"
- Nr. 2. Cavatina (Isidoro): "Intanto Erminia fra le ombrose piante"
- Nr. 3. Kvartett (Corradino, Isidoro, Ginardo, Aliprando): "Alma rea! Perché t'involi?"
- Nr. 4. Cavatina (Edoardo): "Piange il mio ciglio è vero"
- Nr. 5. Duett (Matilde, Aliprando): "Di capricci, di smorfiette"
- Nr. 6. Kvintett (Contessa, Matilde, Aliprando, Ginardo, Corradino): "Questa è la dea? Che aria!"
- Nr. 7. Final I: "Ah! Capisco: non parlate"

Akt II
- Nr. 8. Introduktion (Kör, Isidoro): "Di Corradino il nome"
- Nr. 9. Cavatina (Edoardo): "Sazia tu fossi alfine, revolubil fortuna!"
- Nr. 10. Sextett (Corradino, Matilde, Contessa, Aliprando, Isidoro, Ginardo): "È palese il tradimento"
- Nr. 11. Kör: "Mandare a morte quella meschina?"
- Nr. 12. Duett (Corradino, Edoardo): "Da cento smanie e cento"
- Nr. 13. Rondo (Matilde, kör): "Ami alfine? E chi non ama?"

Som ouvertyr använde Rossini samma som till Eduardo e Cristina och som var sammansatt av motiv från ouvertyrerna till Ricciardo e Zoraide och Ermione.